# Virus varicella zoster
Virus varicella zoster virus hay virus varicella-zoster  (VZV) là một trong 8 virus herpes đơn dạng được biết ảnh hưởng đến con người. Virus này là nguyên nhân của bệnh thủy đậu, thường ảnh hưởng trẻ em và thanh niếu niên và bệnh zona ở người lớn mà rất hiếm gặp ở trẻ em.